# Burján-árok
A Burján-árok Zámolytól északnyugatra ered, Fejér vármegyében. A patak forrásától kezdve keleti irányban halad, majd Zámolytól keletre eléri a Zámolyi-víztározót.
A Burján-árok vízgazdálkodási szempontból az Észak-Mezőföld és Keleti-Bakony Vízgyűjtő-tervezési alegység működési területéhez tartozik.

## Part menti települések
- Zámoly